# Daya
Dit overzicht is mogelijk incompleet; u kunt helpen door het uit te breiden.
Daya, artiestennaam van Grace Tandon (Pittsburgh (Pennsylvania), 24 oktober 1998) is een Amerikaanse zangeres.

## Biografie
De naam Daya is afkomstig uit het Hindi en is een vertaling van haar voornaam. Haar grootvader is afkomstig uit India. In 2016 scoorde ze een grote hit met Hide Away.

## Discografie

### Singles
| Single met eventuele hitnotering(en) in de Nederlandse Top 40 | Datum van verschijnen | Datum van binnenkomst | Hoogste positie | Aantal weken | Opmerkingen                                       |
| ------------------------------------------------------------- | --------------------- | --------------------- | --------------- | ------------ | ------------------------------------------------- |
| Hide Away                                                     | 2016                  | 13-02-2016            | tip7            | 7            | Nr. 48 in de Single Top 100                       |
| Don't Let Me Down                                             | 2016                  | 09-04-2016            | 7               | 25           | met The Chainsmokers / Nr. 5 in de Single Top 100 |

| Single met hitnotering(en) in de Vlaamse Ultratop 50 | Datum van verschijnen | Datum van binnenkomst | Hoogste positie | Aantal weken | Opmerkingen          |
| ---------------------------------------------------- | --------------------- | --------------------- | --------------- | ------------ | -------------------- |
| Hide Away                                            | 2016                  | 02-04-2016            | 35              | 5            |                      |
| Don't Let Me Down                                    | 2016                  | 16-04-2016            | 4               | 24           | met The Chainsmokers |

- Gemeinsame Normdatei: 111698766X
- International Standard Name Identifier: 0000 0004 5700 8169
- Library of Congress Control Number: no2016026175
- MusicBrainz: 9e8a4e92-1598-47d9-80f7-646802abce76
- Virtual International Authority File: 4566145856941422920312
- WorldCat: E39PBJbRq3v7gCDgg7DtDMrH4q